# Alfred Chavannes
Pour les articles homonymes, voir Chavannes.
Alfred Chavannes, né à La Sarraz le 2 janvier 1836 et mort le 10 janvier 1894 à Aigle, est un artiste peintre paysagiste suisse. 

## Biographie
Fils et petit-fils de pasteurs, Chavannes étudia l'architecture à Lausanne avant de se tourner vers la peinture. Il suivit une formation auprès d'artistes réputés comme Alexandre Calame ou encore Oswald Achenbach dont il restera l'élève de 1860 à 1874. De retour à Lausanne, il exerça sa propre carrière de peintre paysagiste et connut rapidement un certain succès pour ses vues du Léman et autres paysages romands d'une remarquable précision. Malgré un style singulier, authentique et minutieux, il tend aujourd'hui à être oublié car peu documenté.